# Rhinos Are People Too
Rhinos Are People Too is een indierockband afkomstig uit Peer. De groep bestaat uit Pieter-Jan Decraene (zang, gitaar, keyboard), Loes Caels (zang, keyboard), Ewout Decraene (synthesizer), Guillaume Trotta (gitaar), Dennis Mahieu (drum), Patrick Dubois (bas) en Koenraad Foesters (synthesizer, samples).

## Geschiedenis
De band werd in 2011 opgericht en werd sindsdien verschillende keren onder de noemer 'aanstormend talent' geplaatst. Zo mocht de band het Absolutely Free Festival aftrappen als Limbolinkband, stonden ze op Het Groot Geweld in de Ancienne Belgique en werden ze in 2013 door Ayco Duyster uit 700 vi.be-bands geselecteerd voor De Nieuwe Lichting op Studio Brussel met hun nummer 'Pelkuri'. Ze wonnen deze wedstrijd uiteindelijk en mochten samen met de andere laureaten Soldier's Heart en Tout Va Bien de Wablief! stage op Pukkelpop openen.
In 2017 bracht de band het debuutalbum Hello from the Gutters uit.

## Discografie
- EP (Zealdigital 2015)
- Hello from the Gutters (Zealrecords 2017)